# Csikara to onna no jo no naka
Csikara to onna no jo no naka (力と女の世の中; Hepburn: Chikara to onna no yo no naka) 1933-ban bemutatott anime kisfilm Maszaoka Kenzó írásában és rendezésében, az első hangos japán animációs film. A film fekete-fehérben jelent meg, azonban egyetlen kópiája sem ismert, így elveszettnek tekintik.
A Csikara to onna no jo no naka szerepel a 12. Japan Media Arts Festival „legjobbak legjobbja” (Best of Best) listáján.

## Cselekmény
A film főszereplője egy négygyermekes apa, akinek felesége 180 cm magas és erős fizikuma miatt 120 kg. Mivel a férjet a felesége rendszeresen bántalmazza, légyottba keveredik egy csinos gépírónővel a cégénél. Egy éjjel azonban álmában elszólja magát a felesége előtt. Miután a feleség megbizonyosodik a félrelépésről, a férj irodájában összetűzésbe keveredik a férjével és a gépírónővel.

## Megvalósítás
1927-ben megjelent az első hangosfilm, a The Jazz Singer az Egyesült Államokban, és ennek hatására a japán filmipari cégek is elkezdtek dolgozni saját hangosfilmjükön. A Shochiku 1931-ben elkészült az első hangosfilmmel, a Madame to njóbóval (マダムと女房; Hepburn: Madame to nyōbō / Madamu to nyōbō). A film sikerén felbuzdulva a Shochiku elnöke, Kido Siró felkérte Maszaoka Kenzót az első animációs hangosfilm elkészítésére, aki azonnal neki is látott.
Maszaoka több mint egy évig dolgozott filmjén, végül 1932 októberére készült el. A mozikban 1933. április 13-tól vetítették. Mivel ez időben szeijú (szinkronszínész) foglalkozás még nem létezett, „rendes” színészeket kértek fel, köztük olyan filmcsillagokat, mint Furukava Roppa és Szava Ranko, akik hozzájárultak a film sikeréhez.

### Stáb
- Eredeti szerző, szöveg: Ikeda Tadao
- Tervezés, rendezés: Maszaoka Kenzó
- Animáció: Szeo Micujo, Harada Szeiicsi, Jamamoto Szaburó
- Fényképezés: Kimura Kakuzan
- Producer: Kido Siró
- Hangrendező: Nomura Hiromasza
- Hang: Cucsihasi Haruo
- Zene: Maszanori Imaszava

Források:

## Szinkronhangok
- Férj: Furukava Roppa
- Feleség: Szava Ranko
- Gépírónő: Murasima Jóko
- Taró: Iszono Akio
- Dzsiró: Micui Hideo
- Hanako: Fudzsita Fuszako
- Tosiko: Fudzsita Jóko

Források:

## Fordítás
- Ez a szócikk részben vagy egészben  a   Chikara to Onna no Yo no Naka című angol Wikipédia-szócikk ezen változatának fordításán alapul.  Az eredeti cikk szerkesztőit annak laptörténete sorolja fel. Ez a jelzés csupán a megfogalmazás eredetét és a szerzői jogokat jelzi, nem szolgál a cikkben szereplő információk forrásmegjelöléseként.